# Cantó de Châtillon
El cantó de Châtillon és un cantó francès del departament dels Alts del Sena, situat al districte d'Antony. Des del 2015 compta amb els municipis de Châtillon i Fontenay-aux-Roses.

## Municipis
- Châtillon
- Fontenay-aux-Roses

## Història
| Data d'elecció                           | Identitat             | Partit                | Qualitat |
| ---------------------------------------- | --------------------- | --------------------- | -------- |
| 1967-1970                                | Lucien Bailleux       | PCF                   |          |
| 1970-1976                                | Maurice Dolivet       | SFIO, després UDF-PSD |          |
| 1976-1982                                | Jacques Le Dauphin    | PCF                   |          |
| 1982-1985                                | Philippe Marino       | RPR                   |          |
| 1985-1993                                | Jean-Pierre Schosteck | RPR, després RPF      |          |
| 1993-1998                                | Michèle Schosteck     | RPR                   |          |
| 1998-2004                                | Thierry Wahl          | PS                    |          |
| 2004-                                    | Martine Gouriet       | PS                    |          |
| les dades anteriors no són pas conegudes |                       |                       |          |
|                                          |                       |                       |          |

## Demografia
| A partir de 1990: Població sense dobles comptes |